# 吳安琪
吳安琪（1968年11月8日—），現任TVBS新聞台主播、《假日1213整點新聞》主播。

## 學歷
- 美國紐約州雪城大學廣電碩士
- 台灣大學農業經濟學系

## 經歷
- 台北市政府市場管理處
- 華衛電視台記者
- 東森新聞台記者、主播

## 特殊經歷
- 音樂伴唱帶〈孤女的願望〉女主角
- 第一屆網路票選主播金鐘獎：最佳風雲女主持人

## 主播過或主持過的節目
| 時間          | 頻道   | 節目                          | 備註       |
| 時間待查      | TVBS   | 《無線午報》                  |            |
| 時間待查      | TVBS-N | 《早上7點整點新聞》           |            |
| 時間待查      | TVBS-N | 周末《Good morning 魔力新聞》 |            |
| 時間待查-至今 | TVBS-N | 《12、13整點新聞》            |            |
| 時間待查—至今 | TVBS-N | 《整點新聞》                  |            |
| 2004年—2006年 | TVBS-N | 《一步一腳印，發現新台灣》    | 代班主持人 |

## 外部連結
- 吳安琪主播專區-TVBS官方網站 （页面存档备份，存于）